# Adam Baldwin
Adam Baldwin (Winnetka, Illinois, 27 de febrer de 1962) és un actor estatunidenc principalment conegut per les seves interpretacions d'Animal Mother, a la pel·lícula Full Metal Jacket, Jayne Cobb, a la sèrie de televisió Firefly i a la pel·lícula Serenity, John Casey, a la sèrie de televisió Chuck i, més recentment, Mike Slattery, a la sèrie The Last Ship.

## Biografia

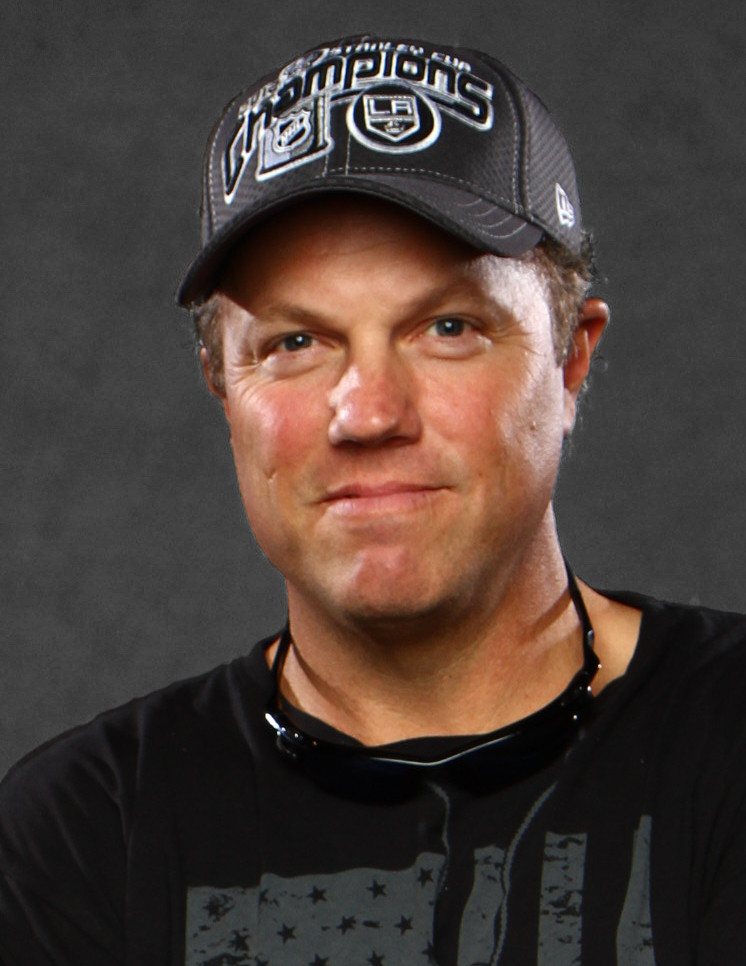
Baldwin al Florida Supercon 2013

Baldwin ha aparegut en diverses pel·lícules des del 1980, aconseguitn cert renom gràcies a la seva interpretació de Ricky Linderman a la pel·lícula My Bodyguard (1980), aconseguint millors papers des d'aleshores, en films com D.C. Cab (1983), Full Metal Jacket (1987), Predator 2 (1990), Independence Day (1996), El Patriota (2000) i Serenity (2005), en el qual reprenia el seu paper del mercenari Jayne Cobb, de la sèrie de televisió Firefly.
A més, Baldwin també va participar en produccions com Radio Flyer (1992), From the Earth to the Moon (1998), The X-Files (Knowle Rohrer), The Cape, Men in Black: The Series, Stargate SG-1, Angel, The Inside, NCIS, així com el remake de 2005 de The Poseidon Adventure. A més, també va aparèixer a la sèrie de l'ABC Day Break, donant vida a Chad Shelten, el 2006.
Baldwin va parodiar el personatge Ricky Linderman a la pel·lícula de 2008 Drillbit Taylor. També és molt conegut per la sèrie televisiva Chuck, en la qual interpretava el coronel John Casey, un dels protagonistes durant les cinc temporades que va durar el programa.
En la quarta temporada de Castle Baldwin es va tornar a ajuntar amb el seu antic company a Firefly Nathan Fillion. Allí hi va interpretar el detectiu Ethan Slaughter en l'episodi 21, titulat "Headhunters", i que es va emetre el 16 d'abril de 2012. He returned to Castle in season eight, episode six "Cool Boys".
Baldwin va guanyar un premi SyFy, el 2006, al millor actor secundari de televisió, pel seu paper com Jayne Cobb a Firefly.
L'actor nord-americà també va interpretar Kal-El/Clark Kent/Superman a Superman: Doomsday, basada en el còmic de DC Comics' The Death of Superman. També va posar-nse la veu al joc online DC Universe Online.

## Filmografia

### Pel·lícules
| Any  | Títol                                           | Paper                       | Notes |
| ---- | ----------------------------------------------- | --------------------------- | ----- |
| 1980 | My Bodyguard                                    | Ricky Linderman             |       |
| 1980 | Ordinary People                                 | Kevin Stillman              |       |
| 1983 | D.C. Cab                                        | Albert Hockenberry          |       |
| 1984 | Reckless                                        | Randy Daniels               |       |
| 1985 | Poison Ivy                                      | Ike Dimick                  |       |
| 1986 | 3:15                                            | Jeff Hannah                 |       |
| 1986 | Bad Guys                                        | Skip Jackson                |       |
| 1987 | Full Metal Jacket                               | Animal Mother               |       |
| 1987 | Hadley's Rebellion                              | Bobo McKenzie               |       |
| 1988 | Cohen and Tate                                  | Tate                        |       |
| 1988 | The Chocolate War                               | Carter                      |       |
| 1989 | Next of Kin                                     | Joey Rosselini              |       |
| 1990 | Predator 2                                      | Garber                      |       |
| 1991 | Acorralat per la justícia (Guilty by Suspicion) | Agent de l'FBI #1           |       |
| 1992 | Where the Day Takes You                         | Officer Black               |       |
| 1992 | Radio Flyer                                     | The King                    |       |
| 1993 | Eight Hundred Leagues Down the Amazon           | Koja                        |       |
| 1993 | Treacherous                                     | Tommy Wright                |       |
| 1993 | Bitter Harvest                                  | Bobby                       |       |
| 1994 | Cold Sweat                                      | Mitch                       |       |
| 1994 | Wyatt Earp                                      | Tom McLaury                 |       |
| 1995 | Digital Man                                     | Captain West                |       |
| 1995 | How to Make an American Quilt                   | Finn's Father               |       |
| 1996 | Independence Day                                | Major Mitchell              |       |
| 1996 | Lover's Knot                                    | John Reed                   |       |
| 1997 | Starquest II                                    | Lee                         |       |
| 1998 | Gargantua                                       | Marine Biologist            |       |
| 2000 | El Patriota                                     | Capt. Wilkins, British Army |       |
| 2000 | The Right Temptation                            | Captain Wagner              |       |
| 2001 | Pursuit of Happiness                            | Chad Harmon                 |       |
| 2001 | Above & Beyond                                  | Peter Clerkin               |       |
| 2001 | Jackpot                                         | Mel James                   |       |
| 2001 | Farewell, My Love                               | Jimmy                       |       |
| 2001 | Double Bang                                     | Vinnie Krailes              |       |
| 2002 | The Keyman                                      | Chris Myers / Keyman        |       |
| 2003 | Betrayal                                        | Det. Mark Winston           |       |
| 2004 | The Freediver                                   | Dr. Viades                  |       |
| 2004 | Evil Eyes                                       | Jeff Stenn                  |       |
| 2005 | Serenity                                        | Jayne Cobb                  |       |
| 2006 | The Thirst                                      | Lenny                       |       |
| 2008 | Gospel Hill                                     | Carl Herrod                 |       |
| 2008 | Drillbit Taylor                                 | Disgruntled Bodyguard       |       |
| 2009 | Little Fish, Strange Pond aka. Frenemy          | Tommy                       |       |
| 2010 | Browncoats: Redemption                          | Phone Operator (uncredited) |       |
| 2011 | InSight                                         | Dr. Graham Barrett          |       |
| 2012 | War of the Worlds: Goliath                      | Wilson (voice)              |       |

### Televisió
| Any          | Títol                             | Paper                                       | Notes                                                  |
| ------------ | --------------------------------- | ------------------------------------------- | ------------------------------------------------------ |
| 1984         | Pigs vs. Freaks                   | Mickey South                                | Pel·lícula per TV                                      |
| 1985         | Special Treat                     | Otto Frommer                                | Episodi: "Out of Time"                                 |
| 1985         | Knight Power                      | Snakey (voice)                              | Episode: "The Great Escape"                            |
| 1985         | Poison Ivy                        | Ike Dimick                                  | Pel·lícula per TV                                      |
| 1986         | Welcome Home, Bobby               | Cleary Biggs                                | Pel·lícula per TV                                      |
| 1991         | Murder in High Places             |                                             | Pel·lícula per TV                                      |
| 1992         | Cruel Doubt                       | Det. John Taylor                            | Pel·lícula per TV                                      |
| 1992         | Deadbolt                          | Alec Danz                                   | Pel·lícula per TV                                      |
| 1993         | The Last Shot                     | Mark Tullis Jr.                             | TV short                                               |
| 1994         | Blind Justice                     | Sgt. Hastings                               | Pel·lícula per TV                                      |
| 1995         | Fallen Angels                     | Ralph                                       | Episodi: "Good Housekeeping"                           |
| 1995         | VR.5                              | Scott Cooper                                | Episodi: "Pilot"                                       |
| 1995         | Trade-Off                         | Thomas Hughes                               | Pel·lícula per TV                                      |
| 1995         | Sawbones                          | Burt Miller                                 | Pel·lícula per TV                                      |
| 1995         | Shadow-Ops                        | Dalt                                        | Pel·lícula per TV                                      |
| 1996         | Smoke Jumpers                     | Don Mackey                                  | Pel·lícula per TV                                      |
| 1996–97      | The Cape                          | Col. Jack Riles                             | 17 episodis                                            |
| 1997         | The Visitor                       | Michael O'Ryan                              | 4 episodis                                             |
| 1998         | From the Earth to the Moon        | Fred Haise                                  | Episodi: "For Miles and Miles"                         |
| 1998         | Gargantua                         | Jack Ellway                                 | Pel·lícula per TV                                      |
| 1998         | Indiscreta (Indiscreet)           | Jeremy Butler                               | Pel·lícula per TV                                      |
| 1998         | The Outer Limits                  | Major James Bowen                           | Episodi: "Phobos Rising"                               |
| 2000         | Dr. Jekyll and Mr. Hyde           | Dr. Jekyll / Mr. Hyde                       | Pel·lícula per TV                                      |
| 2000         | Static Shock                      | York (veu)                                  | Episodi: "Aftershock"                                  |
| 2000–05      | Jackie Chan Adventures            | Finn / Diversos (veu)                       | Sèrie animada, 48 episodis                             |
| 2001         | Static Shock                      | York (veu)                                  | Episodi: "Junior"                                      |
| 2001         | Zeta Project                      | Swen (veu)                                  | Episode: "Crime Waves"                                 |
| 2001–02      | The X-Files                       | Knowle Rohrer                               | 5 episodis                                             |
| 2002         | Hyper Sonic                       | Christopher Bannon                          | Vídeo                                                  |
| 2002–03      | Firefly                           | Jayne Cobb                                  | 14 episodis                                            |
| 2003         | Control Factor                    | Lance Bishop                                | Pel·lícula per TV                                      |
| 2003         | CSI: Miami                        | De Soto                                     | Episodi: "Dead Woman Walking"                          |
| 2003         | Gacy                              | John Gacy, Sr.                              | Vídeo                                                  |
| 2003         | Monster Makers                    | Jay Forrest                                 | Pel·lícula per TV                                      |
| 2004         | JAG                               | Cmdr. Michael Rainer                        | Episodi: "Good Intentions"                             |
| 2004         | What's New, Scooby-Doo?           | Clint Morris (veu)                          | Sèrie animada, Episodi: "The San Franpsycho"           |
| 2004         | Stargate SG-1                     | Col. Dave Dixon                             | Episodi: "Heroes: Part 1" Episodi: "Heroes: Part 2"    |
| 2004         | NCIS                              | Cmdr. Michael Rainer                        | Episodi: "A Weak Link"                                 |
| 2004         | Angel                             | Marcus Hamilton                             | 5 episodis                                             |
| 2005         | Molly & Roni's Dance Party        | School Principal                            | Vídeo                                                  |
| 2005         | Justice League                    | Hal Jordan / Green Lantern / Diversos (veu) | 3 episodis                                             |
| 2005         | The Inside                        | Agent Especial Danny Love                   | 13 episodis                                            |
| 2005         | The Poseidon Adventure            | Mike Rogo                                   | Pel·lícula per TV                                      |
| 2006         | Talk to Me                        |                                             | Sèrie de televisió                                     |
| 2006         | Bones                             | Agent Especial Jamie Kenton                 | Episodi: "Two Bodies in the Lab"                       |
| 2006         | Invader Zim                       | Diversos (veu)                              | Episodi: "The Frycook What Came from All That Space"   |
| 2006–08      | Day Break                         | Chad Shelton                                | 13 episodis                                            |
| 2007         | Sands of Oblivion                 | Jesse Carter                                | Pel·lícula per TV                                      |
| 2007         | Superman: Doomsday                | Superman / Clark Kent / Dark Superman (veu) | Video                                                  |
| 2007–12      | Chuck                             | John Casey                                  | 91 episodis                                            |
| 2008         | CSI: NY                           | DHS Agent Brett Dunbar                      | Episodi: "Hostage"                                     |
| 2008         | Chuck Versus the Webisodes        | John Casey                                  | 5 episodis                                             |
| 2011         | Love Bites                        | Hotel Dick                                  | Episodi: "Modern Plagues"                              |
| 2011–12      | Transformers: Prime               | Breakdown (veu)                             | Sèrie animada, 2 temporades                            |
| 2012         | Castle                            | Detectiu Ethan Slaughter                    | Episodi: "Headhunter"                                  |
| 2012         | Young Justice                     | Parasite (veu)                              | Episodi: "Performance"                                 |
| 2012         | Leverage                          | Coronel Michael Vance                       | 2 episodis: "The Very Big Bird Job", "The Rundown Job" |
| 2012         | Law & Order: Special Victims Unit | Capità Steven Harris                        | Season 14; 3 episodes                                  |
| 2013         | Beware the Batman                 | Rex Mason/Metamorpho (veu)                  | sèrie animada, 3 episodis                              |
| 2014–present | The Last Ship                     | Comandant/Capità Mike Slattery, USN         | 17 episodis                                            |
| 2015         | Hulk and the Agents of S.M.A.S.H. | Vance Astro (voice)                         | sèrie animada, paper habitual                          |
| 2015         | Guardians of the Galaxy           | Vance Astro (veu)                           | Sèrie animada                                          |
| 2015         | Castle                            | Ethan Slaughter                             | Episodi: "Cool Boys"                                   |

### Videojocs
| Any  | Títol                    | Paper                      | Notes |
| ---- | ------------------------ | -------------------------- | ----- |
| 2003 | Kill.switch              | Archer                     |       |
| 2007 | Halo 3                   | Marines                    |       |
| 2007 | Half-Life 2: Episode Two | Citizens                   |       |
| 2009 | Halo 3: ODST             | Dutch                      |       |
| 2010 | Mass Effect 2            | Kal'Reegar                 |       |
| 2011 | DC Universe Online       | Superman                   |       |
| 2013 | Injustice: Gods Among Us | Hal Jordan / Green Lantern |       |
| 2015 | Code Name: S.T.E.A.M.    | Henry Fleming              |       |
| 2015 | Infinite Crisis          | Hal Jordan / Green Lantern | [ 4 ] |
| 2015 | Firefly Online           | Jayne Cobb                 |       |